# Jakob Steiner
Jakob Steiner (n. 18 martie 1796 - d. 1 aprilie 1863) a fost un matematician elvețian care a adus contribuții importante în domeniul geometriei și al mecanicii.
Astfel îi sunt atribuite teorema lui Steiner, teorema Poncelet–Steiner, suprafața lui Steiner și problema lui Steiner.

## Lucrări
- Systematische Entwickelungen ("Dezvoltări sistematice");
- Systematische Entwickelung der Abhängigkeit geometrischer Gestalten von einander ("Dezvoltări sistematice privind relațiile dintre figurile geometrice"), lucrare prin care pune bazele geometriei sintetice moderne;
- Die geometrischen Constructionen ausgeführt mittels der geraden Linie und eines festen Kreises ("Construcții geometrice executate cu ajutorul riglei și al unui cerc fix");
- Vorlesungen über synthetische Geometrie ("Cursuri de geometrie sintetică");
- Allgemeine Eigenschaften algebraischer Curven ("Proprietăți generale ale curbelor algebrice"), articol unde este prezentată și marea teoremă a lui Fermat.

1. 1 2  Jakob Steiner, SNAC, accesat în 9 octombrie 2017
2. 1 2 3  Autoritatea BnF, accesat în 10 octombrie 2015
3. 1 2  Jakob Steiner, Brockhaus Enzyklopädie, accesat în 9 octombrie 2017
4. 1 2  Jakob Steiner, Hrvatska enciklopedija[*]
5. 1 2  MacTutor History of Mathematics archive, accesat în 22 august 2017
6. 1 2  Штейнер Якоб, Marea Enciclopedie Sovietică (1969–1978)[*]
7. ↑  „Jakob Steiner”, Gemeinsame Normdatei, accesat în 31 martie 2015
8. ↑  Czech National Authority Database, accesat în 1 martie 2022
9. ↑  CONOR.SI[*] Verificați valoarea |titlelink= (ajutor)